# Idaea penesta
Idaea penesta är en fjärilsart som beskrevs av William Schaus 1901. Idaea penesta ingår i släktet Idaea och familjen mätare. Inga underarter finns listade i Catalogue of Life.